# Stuttgarter Kickers II
Stuttgarter Kickers II (früher Amateure), die zweite Mannschaft des Sportverein Stuttgarter Kickers e. V., war bis zur Saison 2016/17 ein Fußballteam aus Stuttgart, das seit der Saison 2000/01 in der Oberliga Baden-Württemberg spielte. Sie war eine U-23-Mannschaft und diente den jungen Talenten als Zwischenstation zwischen dem Jugend- und dem Profibereich.

## Geschichte
Die Amateurmannschaft der Stuttgarter Kickers wurde in den 1950er Jahren gegründet und zunächst der untersten Spielklasse zugeordnet. Parallel zu den Amateuren gab es zu dieser Zeit auch eine außer Konkurrenz am Spielbetrieb teilnehmende Reservemannschaft der Vertragsspieler, die jedoch bereits einige Jahre später aufgelöst wurde.
Nachdem die Kickers-Amateure zunächst zwischen A- und B-Klasse gependelt waren, stiegen sie 1965 in die 2. Amateurliga auf. Vier Jahre später gelang der Sprung in die 1. Amateurliga Nordwürttemberg. Der damals dritthöchsten deutschen Spielklasse gehörte man bis zum Abstieg im Jahr 1973 an. Nach einer Spielklassenreform wurden die Kickers 1978 der Verbandsliga Württemberg zugeteilt. Der erstmalige Aufstieg in die Oberliga Baden-Württemberg folgte 1991. Nachdem man nach der ersten Oberligasaison als Tabellenletzter sofort wieder in die Verbandsliga musste, schafften die Kickers-Amateure im Jahre 2000 den Wiederaufstieg. Dabei bezwangen die Kickers-Amateure im Rückspiel um die Relegation die Amateure von Waldhof Mannheim mit 4:2 in der Verlängerung. Von dieser Saison an spielte die Zweitvertretung der Kickers ununterbrochen in der Oberliga Baden-Württemberg.
Für die Saison 2017/18 meldete der Verein keine U-23-Mannschaft mehr an. Dies bedeutete das Ende für die Amateurmannschaft der Stuttgarter Kickers.

## Erfolge
- Vizemeister der Verbandsliga Württemberg: 1991, 2000
- Meister der Landesliga Württemberg  1990, 1996
- Meister der 2. Amateurliga Württemberg 1969, 1975, 1978
- Meister der A-Klasse 1965
- Meister der B-Klasse 1964

## Stadion
Die Heimspielstätte der Zweiten Mannschaft war die Bezirkssportanlage Waldau, wo das U23-Team meist vor nur ca. 100 Zuschauern spielte. Bei Spielen gegen Vereine mit einem größeren Gästeaufkommen, wurden die Heimspiele der U23 im Gazi-Stadion auf der Waldau, der Heimspielstätte der ersten Mannschaft ausgetragen.
Zudem nutzte man in den Wintermonaten regelmäßig den neuen Kunstrasenplatz im ADM-Sportpark als Spielstätte.

## Persönlichkeiten

### Ehemalige Spieler
| - Alban Meha - Oliver Barth - Harald Beck - Uwe Diether - Wolfgang Färber - Jasmin Fejzić - Alexandre N'Gadi-Kakou - Rudolf Kölbl - Stephan Loboué - Thomas Siegmund |

### Trainer seit 1980
| Name              | Nat.      | Zeit bei den Kickers | Zeit bei den Kickers | Anmerkung                                 |
| Name              | Nat.      | Von                  | Bis                  | Anmerkung                                 |
| ----------------- | --------- | -------------------- | -------------------- | ----------------------------------------- |
| Erich Schmeil     | Deutscher | 1976                 | 1979                 |                                           |
| Werner Pasta      | Deutscher | 1979                 | 1980                 |                                           |
| Wilhelm Röcker    | Deutscher | 1980                 | 1981                 |                                           |
| Günther Owczarzak | Deutscher | 1981                 | 1983                 |                                           |
| Martin Hägele     | Deutscher | 1983                 | 1985                 |                                           |
| Hans-Dieter Roos  | Deutscher | Januar 1986          | Juni 1987            |                                           |
| Wolfgang Kopp     | Deutscher | 1987                 | 1989                 |                                           |
| Erich Schmeil     | Deutscher | 1990                 | Januar 1992          |                                           |
| Reinhard Franz    | Deutscher | 1992                 | 1993                 |                                           |
| Eddy Fischer      | Deutscher | 1993                 | 1995                 |                                           |
| Klaus Steinle     | Deutscher | Juli 1995            | November 1998        |                                           |
| Ralf Vollmer      | Deutscher | November 1998        | Juni 1999            |                                           |
| Marcus Sorg       | Deutscher | Juli 1999            | August 2001          |                                           |
| Thomas Letsch     | Deutscher | August 2001          | Juni 2002            |                                           |
| Robin Dutt        | Deutscher | Juli 2002            | Oktober 2003         |                                           |
| Björn Hinck       | Deutscher | Oktober 2003         | August 2012          |                                           |
| Joachim Schlosser | Deutscher | August 2012          | August 2012          | Interimstrainer                           |
| Jürgen Hartmann   | Deutscher | August 2012          | Juli 2015            | Interimstrainer der Profis September 2013 |
| Alfred Kaminski   | Deutscher | Juni 2015            | Juli 2016            | Interimstrainer der Profis November 2015  |
| Dieter Märkle     | Deutscher | Juni 2016            | Juli 2017            | Letzter Trainer der Zweiten Mannschaft    |